# Баруткин, Михаил Иванович
Михаил Иванович Баруткин (12 ноября 1914, Вятская губерния — 8 июля 1971, Тула) — советский хозяйственный, государственный и политический деятель, генерал-майор. Член КПСС с 1942 года. Делегат XXIII съезда КПСС.

## Биография
Родился в 1914 году в деревне Малые Исуповы (к 1926 году — Исуповы 2-е; в источнике Вторая Исупова Вятской губернии) Игумновской волости Котельнического уезда Вятской губернии Российской Империи (ныне в Котельничском районе Кировской области России).

С 1931 года — на хозяйственной, общественной и политической работе. В 1931—1971 гг. — телеграфист на станции Котельники, старший телеграфист на ст. Быстряш Северной ж/д., ревизор-инструктор 4-й дистанции связи ст. Шилка, начальник телефонно-телеграфной станции Управления ж/д им. В. М. Молотова, оперуполномоченный ТО НКВД — НКГБ по ж/д им. В. М. Молотова, начальник отделения ОКТО МГБ по железным дорогам Урало-Сибирского округа, заместитель начальника, начальник отделения ОКТО НКГБ — МГБ по железным дорогам Дальнего Востока, начальник отделения Главного
управления охраны на железнодорожном и водном транспорте МГБ СССР, заместитель начальника Управления охраны МГБ по Северо-Донецкой ж/д, начальник ОКГБ по Южно-Уральской ж/д, заместитель начальника УКГБ по Челябинской области, начальник УКГБ по Кемеровской области, начальник УКГБ по Тульской области.
Умер в Туле в 1971 году.